# Microphysogobio linghensis
Microphysogobio linghensis är en fiskart som beskrevs av Xie, 1986. Microphysogobio linghensis ingår i släktet Microphysogobio och familjen karpfiskar. Inga underarter finns listade i Catalogue of Life.